# Клетка-канделябр

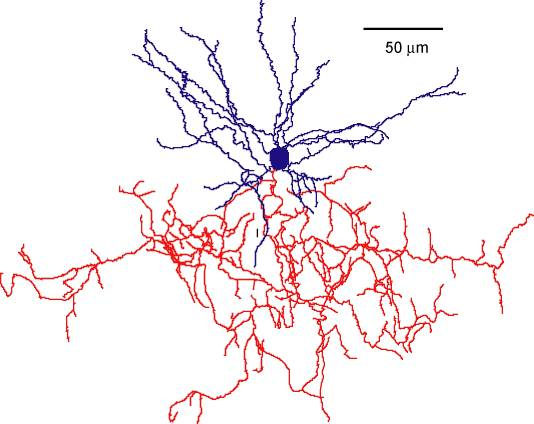
Реконструкция клетки-канделябра из среза мозга мыши, Alan Woodruff и Rafael Yuste, PLoS Biology.

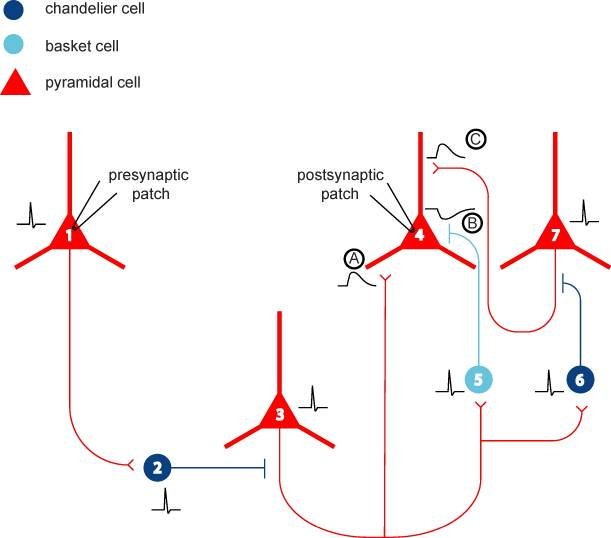
Гипотетическая модель распространения активности в неокортексе человека:
Потенциал действия в пирамидальном нейроне (клетка 1) вызывает спайк в клетке-канделябре (2) благодаря сильной связи, что в свою очередь вызывает спайк третьего порядка в следующей пирамидальной клетке (3). Благодаря этому спайку, трисинаптический EPSP фиксируется аппаратурой на пирамидальной постсинаптической клетке (клетка 4, событие A). В то же время, клетка 3 провоцирует активность как в корзинчатом (5), так и в канделяберном нейроне (6). Корзинчатый нейрон вызывает гиперполяризирующий IPSP на пирамидальной клетке, что отмечается в постсинаптической записи активности (клетка 4, событие B), на расстоянии уже в четыре синапса от первоначального спайка. Спайк клетки-канделябра (6) вызывает активность в ещё одной пирамидальной клетке (7), а это вызывает в анализируемом нейроне EPSP (клетка 4, событие C), в пяти синапсах от первоначального спайка. В целом постсинаптический пирамидальный нейрон (клетка 4) демонстрирует отложенную последовательность EPSP-IPSP-EPSP (события A, B, C) под воздействием сигналов, прошедших соответственно через три, четыре и пять синапсов. Molnar et al. предполагают,
что подобные полисинаптические пути активируются единственным потенциалом действия кортикальной пирамидальной клетки.

Клетки-канделябры (англ. chandelier cell, chandelier neuron; иногда: канделябровидные клетки) — ГАМКергические интернейроны коры головного мозга, образующие характерные продолговатые аксо-аксональные соединения исключительно с начальными сегментами аксонов пирамидальных клеток. Так называемые «картриджи» — аксональные терминали, окутывающие начальные сегменты пирамидальных аксонов, напоминают свечи и придают нейронам вид канделябра. Клетки-канделябры содержат кальций-связывающий белок парвальбумин и способны к быстрой генерации импульсов. Для идентификации картриджей используется их специфическая иммунореактивность к транспортному белку GABA transporter-1 (GAT-1).GAT-1 обеспечивает обратный захват ГАМК в терминали. Изначально считалось, что клетки-канделябры оказывают тормозное действие на пирамидальные нейроны. Позже было установлено, что в некоторых случаях ГАМКергическое воздействие этих клеток может быть возбуждающим.
Одна клетка-канделябр может иннервировать более 200 пирамидальных клеток, что позволяет данному типу клеток участвовать в синхронизации разрядов локальных сетей пирамидальных клеток.

## Клиническое значение
При посмертных исследованиях мозга пациентов, имевших при жизни диагноз шизофрении, в клетках-канделябрах наблюдается уменьшение плотности аксональных терминалей (до 40%) и снижение содержания фермента GAD67, необходимого для синтеза ГАМК. В попытке объяснить, как дисфункция клеток-канделябров может вызывать дерегуляцию дофаминергической системы и психоз, создаются вычислительные модели нейросетей, в которых эмулируются предполагаемые отклонения.

## Происхождение
Клетки-канделябры происходят из ранее неизвестной зоны эмбрионального мозга (вентральной герминальной зоны - VGZ).